# Антониевский Любечский монастырь
Антониевский Любечский монастырь — православный мужской монастырь в городе Любече, уничтоженный во время монгольского нашествия на Черниговское княжество осенью 1239 года.
В 1692 году возобновлён. В 1694 году построена церковь Вознесения Господня. В 1754 году построена церковь Иоакима и Анны.
В 1786 году монастырь упразднён в ходе распространения секуляризационной реформы Екатерины II на южные губернии.